# 白马渡镇
白马渡镇，是中华人民共和国湖南省永州市道县下辖的一个乡镇级行政单位。

## 行政区划
白马渡镇下辖以下地区：
鸭子坪村、社福村、白马渡村、东山村、瓜地村、清溪村、报国村、海龙村、南冲村、泉家塘村、大阳村、泥江口村、唐家山村、雷家洞村、申尾村、樟武坊村、武家滩村、庙头村、宜山坪村、青口村、古木洞村、倒水洞村和大坪地村。